# Явански цигулков бръмбар
Яванските цигулкови бръмбари (Mormolyce phyllodes) са вид насекоми от семейство Бегачи (Carabidae).
Таксонът е описан за пръв път от Якоб Йохан Хагенбах през 1825 година.